# Slim Summerville
Slim Summerville (născut George Joseph Somerville;n. 10 iulie 1892, Albuquerque, New Mexico, SUA – d. 5 ianuarie 1946, Laguna Beach⁠(d), California, SUA) a fost un actor și regizor de film american.

## Biografie
Summerville s-a născut în Albuquerque, New Mexico. Mama sa a murit când acesta avea doar cinci ani. S-au mutat din New Mexico în Canada, iar ulterior în Oklahoma, familia sa având o viață nomadă. A locuit cu bunicii săi englezi în Chatham, Ontario⁠(d) și a obținut primul loc de muncă acolo, fiind  mesager pentru Canadian Pacific Telegraphs.

## Cariera
În calitate de angajat în cadrul unei săli de biliard⁠(d) din California, a avut norocul să-l întâlnească pe actorul Edgar Kennedy⁠(d) în 1912. Acesta i-a făcut cunoștință cu Mack Sennett, directorul studioului Keystone Studios din Edendale, Los Angeles⁠(d). Sennett l-a angajat imediat și i-a oferit diverse roluri minore, primul fiind în scurtmetrajul Hoffmeyer's Legacy⁠(d) (1912). Summerville a apărut în numeroase filme mute și sonore. De asemenea, a regizat peste 50 de proiecte, majoritatea scurtmetraje.
Ocazional, Summerville a jucat în filme dramatice precum Nimic nou pe frontul de vest  (1930) și Jesse James⁠(d) (1939), însă a devenit cunoscut pentru rolurile din filmele de comedie. A apărut alături de actrița Shirley Temple în dramele muzicale Captain January⁠(d) (1936) și Rebecca of Sunnybrook Farm⁠(d) (1938).

## Viața personală și moartea
Summerville s-a căsătorit cu Gertrude Martha Roell pe 19 noiembrie 1927. Cinci ani mai târziu, cei doi au adoptat un băiețel în vârstă de patru săptămâni și l-au botezat Elliott George. Cuplul a divorțat în septembrie 1936, iar Summerville s-a căsătorit cu asistenta medicală Eleanor Brown în anul următor.
Summerville a murit în urma unui accident vascular cerebral pe 5 ianuarie 1946 în Laguna Beach, California⁠(d). A fost înmormântat în cimitirul Inglewood Park⁠(d) din comunitatea Inglewood, California. La două decenii după moartea sa, casa sa de pe malul mării de pe Sleepy Hollow Lane din Laguna Beach a fost transformată în restaurantul Beach House, redenumit ulterior Driftwood Kitchen.
Pentru contribuțiile sale la industria cinematografică, Slim Summerville a primit o stea pe Hollywood Walk of Fame la 6409 Hollywood Blvd.
A fost inclus în New Mexico Entertainment Hall of Fame în 2012.

## Filmografie parțială
- Hoffmeyer's Legacy (1912, Scurtmetraj) - Keystone Kop (nemenționat)
- Mabel's Busy Day (1914, Scurtmetraj) - Policeman (nemenționat)
- Fatty and the Heiress (1914, Scurtmetraj)
- A Rowboat Romance (1914, Scurtmetraj)
- Laughing Gas (1914, Scurtmetraj) - Pedestrian / Patient
- Those Happy Days (1914, Scurtmetraj) - Cop (nemenționat)
- Lover's Luck (1914, Scurtmetraj) - Villager
- Dough and Dynamite (1914) - Striking Baker (nemenționat)

- Tillie's Punctured Romance (1914) - Policeman / Guest in Restaurant (nemenționat)

- Leading Lizzie astray (1914, Scurtmetraj) - Dancing Cafe Patron (nemenționat)

- Fatty's Magic Pants (1914, Scurtmetraj) - Cop (nemenționat)

- Fatty and Minnie He-Haw (1914, Scurtmetraj) - Railroad Guard (nemenționat)

- Fatty's New Role (1915, Scurtmetraj) - Bartender

- That Little Band of Gold (1915, Scurtmetraj) - Waiter / Audience Member (nemenționat)

- Their Social Splash (1915, Scurtmetraj) - Harold - the Groom

- Her Painted Hero (1915, Scurtmetraj) - A Bill Poster

- Fatty and the Broadway Stars (1915, Scurtmetraj) - Striking Carpenter

- Hearts and Sparks (1916, Scurtmetraj) - The Moneylender's Pit Crewman

- Are Waitresses Safe? (1917)

- Skirts (1921)

- Hello, 'Frisco (1924, also directed, Scurtmetraj) - Slim

- The Texas Streak (1926) - Swede

- The Denver Dude (1927) - Slim Jones

- The Beloved Rogue (1927) - Jehan

- Hey! Hey! Cowboy (1927) - Spike Doolin

- Painted Ponies (1927) - Beanpole

- The Chinese Parrot (1927) - Prospector

- The Wreck of the Hesperus (1927)

- Riding for Fame (1928) - High-Pockets

- The Last Warning (1928) - Tommy Wall

- King of the Rodeo (1929) - Slim

- Strong Boy (1929) - Slim

- Sailor's Holiday (1929) - Midway Photographer (nemenționat)

- One Hysterical Night (1929) - Robin Hood

- The Shannons of Broadway (1929) - Newt

- Tiger Rose (1929) - Heine

- Troopers Three (1930) - 'Sunny'

- The King of Jazz (1930) - Automobile Owner ('Springtime') / Rear End of Horse / Charles

- All Quiet on the Western Front (1930) - Tjaden

- The Little Accident (1930) - Hicks

- Under Montana Skies (1930) - Sunshine

- The Spoilers (1930) - Slapjack Simms

- Her Man (1930) - The Swede

- See America Thirst (1930) - Slim

- Free Love (1930) - G- Inspector

- Many a Slip (1931) - Hopkins

- The Front Page (1931) - Irving Pincus

- El Tenorio del harem (1931) - El corneta

- Bad Sister (1931) - Sam

- Lasca of the Rio Grande (1931) - 'Crabapple' Thompson

- Reckless Living (1931) - The Drunk

- Heaven on Earth (1931) - The Jeweler

- The Unexpected Father (1932) - Jasper Jones

- Racing Youth (1932) - Slim
- Tom Brown of Culver (1932) - Elmer (Slim) Whitman
- Air Mail (1932) - 'Slim' McCune
- They Just Had to Get Married (1932) - Sam Sutton
- Out All Night (1933) - Ronald Colgate
- Horse Play (1933) - Slim Perkins
- Her First Mate (1933) - John Homer
- Love, Honor, and Oh Baby! (1933) - Mark Reed
- Love Birds (1934) - Henry Whipple
- Their Big Moment (1934) - Bill Ambrose

- Life Begins at 40 (1935) - T. Watterson Meriwether

- The Farmer Takes a Wife (1935) - Fortune Friendly

- Way Down East (1935) - Constable Seth Holcomb

- The Country Doctor (1936) - Constable Jim Ogden

- Captain January (1936) - Captain Nazro

- White Fang (1936) - Slats Magee

- Pepper (1936) - Uncle Ben Jolly

- Can This Be Dixie? (1936) - Robert E. Lee Gurgle

- Reunion (1936) - Jim Ogden

- Off to the Races (1937) - Uncle George

- Love Is News (1937) - Judge Hart

- The Road Back (1937) - Tjaden

- Fifty Roads to Town (1937) - Ed Henry

- Rebecca of Sunnybrook Farm (1938) - Homer Busby

- Kentucky Moonshine (1938) - Hank Hatfield

- Five of a Kind (1938) - Jim Ogden

- Submarine Patrol (1938) - Ellsworth 'Spuds' Fickett - Cook

- Up the River (1938) - Slim Nelson

- Jesse James (1939) - Jailer

- Winner Take All (1939) - Mike Muldoon

- Charlie Chan in Reno (1939) - Sheriff Fletcher

- Henry Goes Arizona (1939) - Sheriff Parton

- Anne of Windy Poplars (1940) - Jabez Monkman

- Gold Rush Maisie (1940) - Fred Gubbins

- Western Union (1941) - Herman

- Tobacco Road (1941) - Peabody

- Puddin' Head (1941) - Uncle Lem

- Highway West (1941) - Gramps Abbott

- Niagara Falls (1941) - Sam Sawyer

- Miss Polly (1941) - Slim Wilkins

- Uncle Joe (1941) - Joe Butterworth

- The Valley of Vanishing Men (1942, Serial) - Missouri Benson

- Garden of Eatin' (1943, Scurtmetraj) - Slim

- Bachelor Daze (1944, Scurtmetraj)[21] - Slim Winters

- Bride by Mistake (1944) - Samuel

- Swing in the Saddle (1944) - Northup 'Slim' Bayliss

- I'm from Arkansas (1944) - Juniper Jenkins aka Pa

- Sing Me a Song of Tex- (1945) - Happy

- The Hoodlum Saint (1946) - Eel (final film role)